# Каміфусен

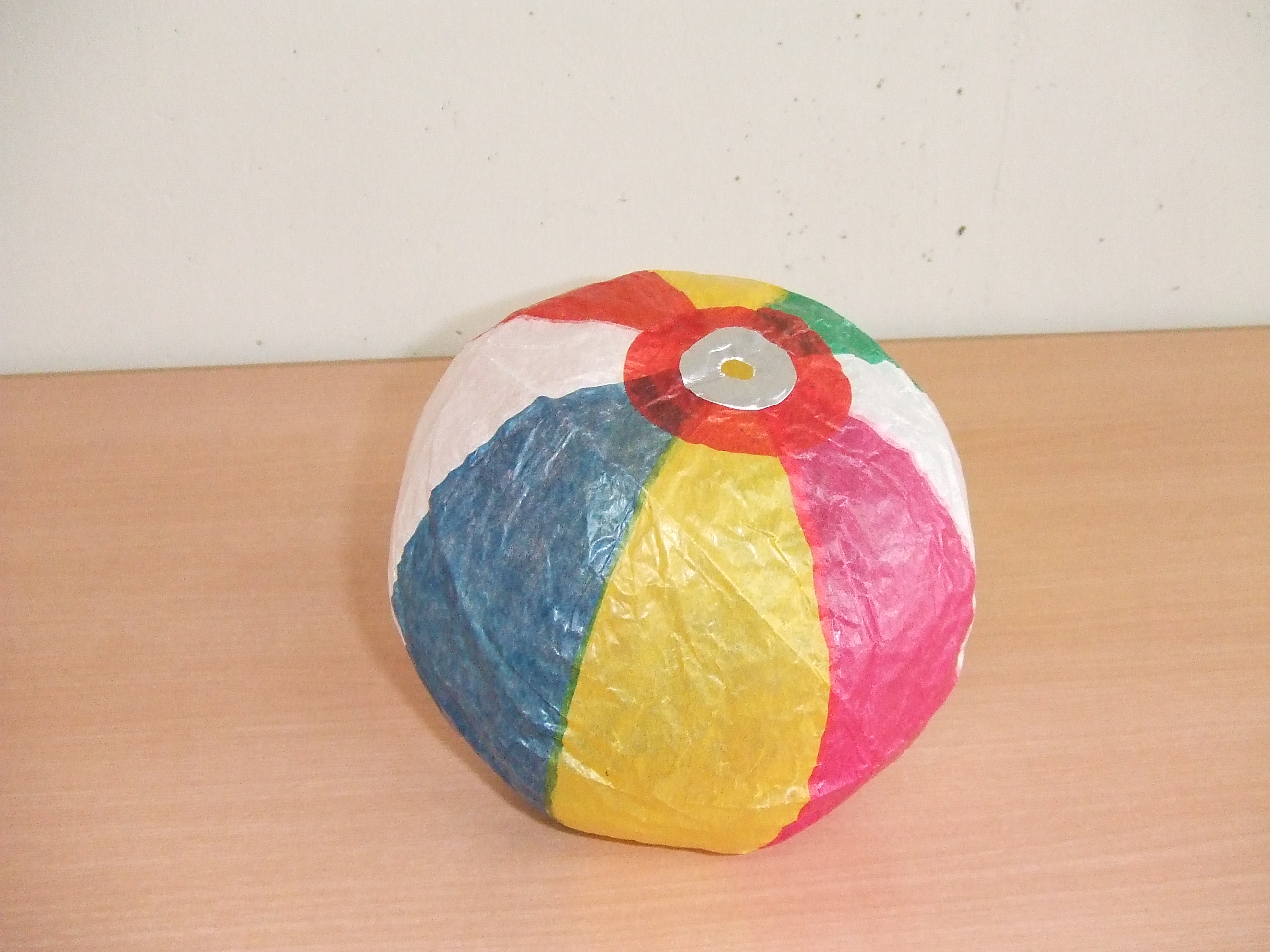
Каміфусен у вигляді іграшки

Каміфусен (яп. 紙 風 船 каміфу: сен, паперова куля) — назва кількох типів паперових повітряних кульок в японській культурі. Вони бувають у вигляді простих іграшок для дітей, безкоштовних рекламних матеріалів компаній традиційної медицини та як аеростати, які світяться, на фестивалях.
Маленькі каміфусени популярні як традиційні іграшки для дітей в Японії.

## Різновиди
Деякі каміфусени, призначені для декорування; їх роблять у формі тварин або фруктів.
Какуфусен — паперові кульки у формі куба, а не сфери. Вони часто використовувались для маркетингових цілей. Комівояжера — баіяку-сан (яп. 売 薬 さ ん — продавець ліків) від компаній, що займаються традиційною медициною в префектурі Тояма, раніше роздавали какуфусени з надрукованими на них рекламними оголошеннями виробника ліків. Невеликі коробочки з різними препаратами і пластирами віддавалися покупцями без сплати початкового внеску, потім продавці час від часу поверталися, для того щоб поповнити запас і зібрати плату. Ця схема для медичних препаратів «спочатку скористайся, а заплати потім» називалася «окігусурі».
Фестиваль Каміхінокінай проводиться в місті Сембоку в префектурі Акіта щороку 10 лютого. Під час фестивалю, в повітря запускаються сотні великих каміфусенів в надії на те, що вони принесуть удачу в наступаючому році. Фестиваль має неясне походження: за однією з версій, початок святкування пов'язаний з ученим періоду Едо, Хіраґа Ґеннай (1728—1780), який ввів в ужиток використання паперових ліхтарів як орієнтирів для мідних рудників в горах регіону, а також для розваги. Під час Другої світової війни проведення фестивалю було призупинено і відновилося лише в 1974 році.